# امبینانیندروا
امبینانیندروا (به لاتین: Ambinanindroa) یک سکونتگاه مسکونی در ماداگاسکار است که در هائوته ماتسیاترا واقع شده‌است.

## خصوصیات
امبینانیندروا ۱۵٬۰۰۰ نفر جمعیت دارد.